# Жеже Лалпекхлуа
Жеже Лалпекхлуа (англ. Jeje Lalpekhlua, неп. जेजे लालपेख्लुआ, нар. 7 січня 1991, Мізорам) — індійський футболіст, нападник клубу «Ченнаї» та національної збірної Індії.

## Клубна кар'єра
Народився в невеличкому містечку в штаті Мізорам в футбольній родині — його батько і старший брат грали у місцевому аматорському клубі The Model Sporting Club, а його дядько брав участь у чемпіонаті штатів Індії. Жеже теж почав грати за Model Sporting Club, це сталось через чотири місяці після того, як його батько пішов з клубу. Там футболіста помітили скаути клубу «Пуне», до академії якої Жеже потрапив у 16 років.
Згодом став виступати за першу команду «Пуне», з якою 2009 року вийшов до вищого дивізіону І-Ліги. Згодом у сезоні 2010/11 виступав на правах оренди в клубі «Пайлан Ерроуз», де вперше себе проявив, забивши 13 голів у чемпіонаті і став найкращим бомбардиром команди. Після цього повернувся в «Пуне», де провів ще два сезони, але такої результативності не показував.
15 червня 2013 року Жеже підписав контракт з «Демпо», де провів один сезон, після чого став гравцем клубу «Мохун Баган». Того ж 2014 року в Індії паралельно з І-Лігою була створена Індійська суперліга, що проводилась протягом кількох місяців і Лалпекхлуа став виступати і в цьому турнірі, граючи за «Ченнаї». Це було можливо, оскільки турніри проходили в різний період року. З сезону 2017/18, коли Суперліга була визнана АФК і зайняла більшу частину сезону, Лалпекхлуа залишився грати виключно в ній. Станом на 6 січня 2019 року відіграв за клуб з Ченнаї 51 матч в національному чемпіонаті.

## Виступи за збірні
Виступав у складі юнацької збірної Індії на Південноазійських іграх 1999 року, а потім залучався до складу молодіжної збірної Індії. На молодіжному рівні зіграв у 8 офіційних матчах, забив 5 голів.
2010 року дебютував в офіційних матчах у складі національної збірної Індії, взявши участь у Кубку виклику АФК 2010 року, де збірна не вийшла з групи. В подальшому двічі вигравав за збірною Чемпіонат федерації футболу Південної Азії.
У складі збірної був учасником кубка Азії з футболу 2019 року в ОАЕ. У першому матчі проти Таїланду забив гол на 80-й хвилині, а Індія здобула впевнену перемогу з рахунком 4:1.

## Титули і досягнення
- Переможець І-Ліги (1):

«Мохун Баган»: 2014-15
- Володар Кубка Федерації (1):

«Мохун Баган»: 2014-15
- Переможець Індійської суперліги (2):

«Ченнаї»: 2015, 2017-18
- Переможець Чемпіонату Південної Азії: 2009, 2011, 2015

### Індивідуальні
- Футболіст року в Індії[en]: 2014-15

| Дата       | Місто    | Господарі | Результат | Гості | Турнір                     | Голи | Примітки |
| ---------- | -------- | --------- | --------- | ----- | -------------------------- | ---- | -------- |
| 06-01-2019 | Абу-Дабі | Таїланд   | 1 – 4     | Індія | Кубок Азії 2019 - 1-й етап | 1    | 78'      |
| Усього     |          | Матчів    | 1         |       | Голів                      | 1    |          |